# U-PRESS
U-PRESS (ゆーぷれす) とは共同通信社が独自に策定した文字コード（文字符号化方式および文字セット）。Unicode2.1をベースに基本多言語面 (BMP) の私用領域に新聞独特の外字を配置したもので、総収録文字数は15,269文字である。

## 概要
1990年代、ワープロ、パソコンなどの情報機器用に「K-JIS」など新聞社用の独自文字コードが案出されたが、運用の不統一、啓蒙・周知が不十分であったことなどから広く普及はしなかった。そこで共同通信社ではUnicodeを16ビット固定長として（→UTF-16）その外字領域に新聞独自の外字を配置したものを規格化し、2002年より社内運用、2003年からは新聞各社への配信も同文字コードを運用して行っている。

## 各種文字コードとの対応
1. JIS X 0201[2]…全文字を収録している。
2. JIS X 0208[2]…全文字を収録している。ただし字体は印刷標準字体に準じる。
3. JIS X 0212[2]…全文字を収録している。
4. JIS X 0213[2]…BMPに収録されているものはそのまま収録。それ以外のものは私用領域に収録。
5. ラテ欄記号や縦書き専用文字、連数字などの独自文字を私用領域に収録している。符号化方式にはUTF-16が使われているため、BMPの範囲内においてはUnicodeと互換性がある。
6. 上記にないUCSの一部非漢字[2]

U-PRESSは一般的に使われているIBM拡張文字、古い新聞社用文字コードのK-JIS、ラテ欄（特にBSデジタル）に使われているARIB外字などの一部の文字が含まれておらず、イワタはU-PRESSにそれらとの互換性を持たせるめの独自の拡張文字セット（848文字）を規定している。
またAdobe-Japan1-6ではU-PRESSの独自文字が追加されているが、例えばモリサワのフォントではU-PRESSとAdobe-Japan1-6との間に字体の違いが存在する。

## 対応システム・フォント
入力用のIMEとしてジャストシステムよりATOKの「for U-PRESS」バージョンが開発・販売されている。
U-PRESS対応フォントには例えば以下が存在する:
- イワタの各種新聞書体 (イワタ U-PRESS 拡張文字セット対応)[5]
- モリサワの各種OTF Uprフォント[6]
- SCREENのヒラギノフォントのUpr版[7]

## 問題点
JIS X 0213:2004制定前に策定されたあくまで私的な規格であり、サロゲートペア（代用対）に対応していないなどUnicodeとの互換性も不完全であるため、今後、既存コードとの衝突を起こす可能性も危惧される。